# Freu dich, Erd und Sternenzelt

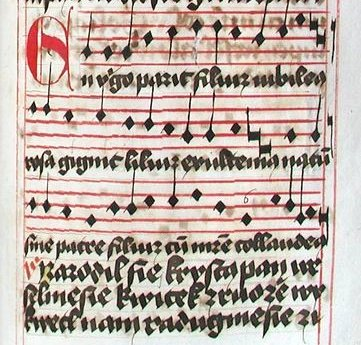
En virgo parit filium – Narodil se Kristus pán, ältester vollständiger Beleg des Liedes, lateinisch und tschechisch, Graduale des Tschechischen Silber-Museums, um 1500

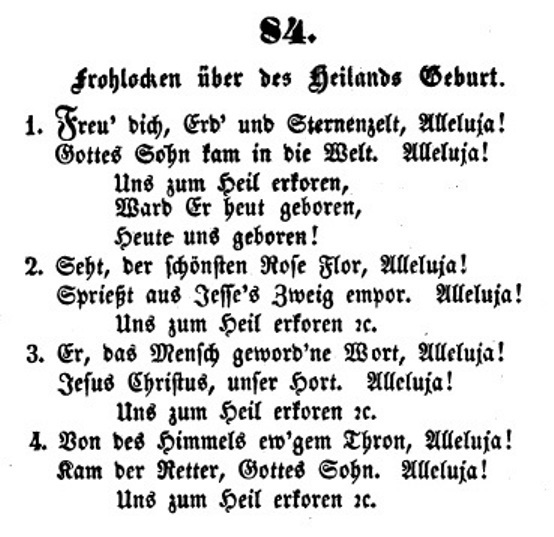
Erstdruck der deutschen Strophen, Leitmeritz 1844

Freu dich, Erd und Sternenzelt ist ein deutschsprachiges Weihnachtslied. Text und Melodie gehen auf das tschechische Narodil se Kristus pán zurück.

## Entstehung und Rezeption
Das Lied entstand, vermutlich im 15. Jahrhundert, als tschechische Übertragung des lateinischen En Virgo parit filium:
| En virgo parit filium, iubilemus, rosa gignit lilium, exultemus. Natum sine patre filium cum matre collaudemus. | Seht, die Jungfrau gebiert einen Sohn, lasst uns jubeln! Die Rose bringt eine Lilie hervor, lasst uns jauchzen! Den ohne Vater geborenen Sohn mit der Mutter lasst uns loben! |

| Narodil se Kristus Pán, veselme se, z růže kvítek vykvet nám, radujme se, z života čistého, z rodu královského, nám, nám, narodil se. | Geboren ist Christus, der Herr, freuen wir uns! Aus einer Rose erblüht uns eine Blüte, jubeln wir! Aus reinem Leib, aus königlichem Geschlecht, uns, uns ist er geboren. |

Das Lied ist bis heute das bekannteste tschechische Weihnachtslied. Das ihm nachgedichtete vierstrophige deutsche Kehrvers-Lied Freu dich, Erd und Sternenzelt erschien zuerst 1844 in Katholische Gesänge für die öffentliche und häusliche Andacht, zunächst zum Gebrauche der Gläubigen der bischöflichen Leitmeritzer Diöcese. Von dort fand es Verbreitung in katholischen und evangelischen Landstrichen des deutschen Sprachraums und wurde in verschiedene Gesangbücher aufgenommen, u. a. in Diözesananhänge des Gotteslob (1975). Der Pfälzer evangelische Pfarrer Johannes Pröger (1917–1992) verfasste um 1950 anstelle der Leitmeritzer Strophen 3 und 4 zwei neue Strophen, die die Botschaft der Engel an die Hirten von Bethlehem wiedergeben. So wurde das Lied ins Evangelische Gesangbuch (Nr. 47), in die Liste der ö-Lieder und in verschiedene Diözesanteile des Gotteslob (2013) aufgenommen.

## Melodie
Die einfache und heitere Melodie wurde in ihrer langen Geschichte immer wieder verändert. In der ältesten Aufzeichnung erscheint sie im Dreiertakt. Der auffälligste Unterschied zwischen den heute in Tschechien und in Deutschland gesungenen Versionen ist, neben dem Tempo – in Tschechien feierlich-gravitätisch, in deutschen Gesangbüchern Achtelnotation –, die zweimalige Erhöhung des b (in F-Dur) zum Leitton h in der tschechischen Fassung.